# Gonçalo José Vaz de Carvalho

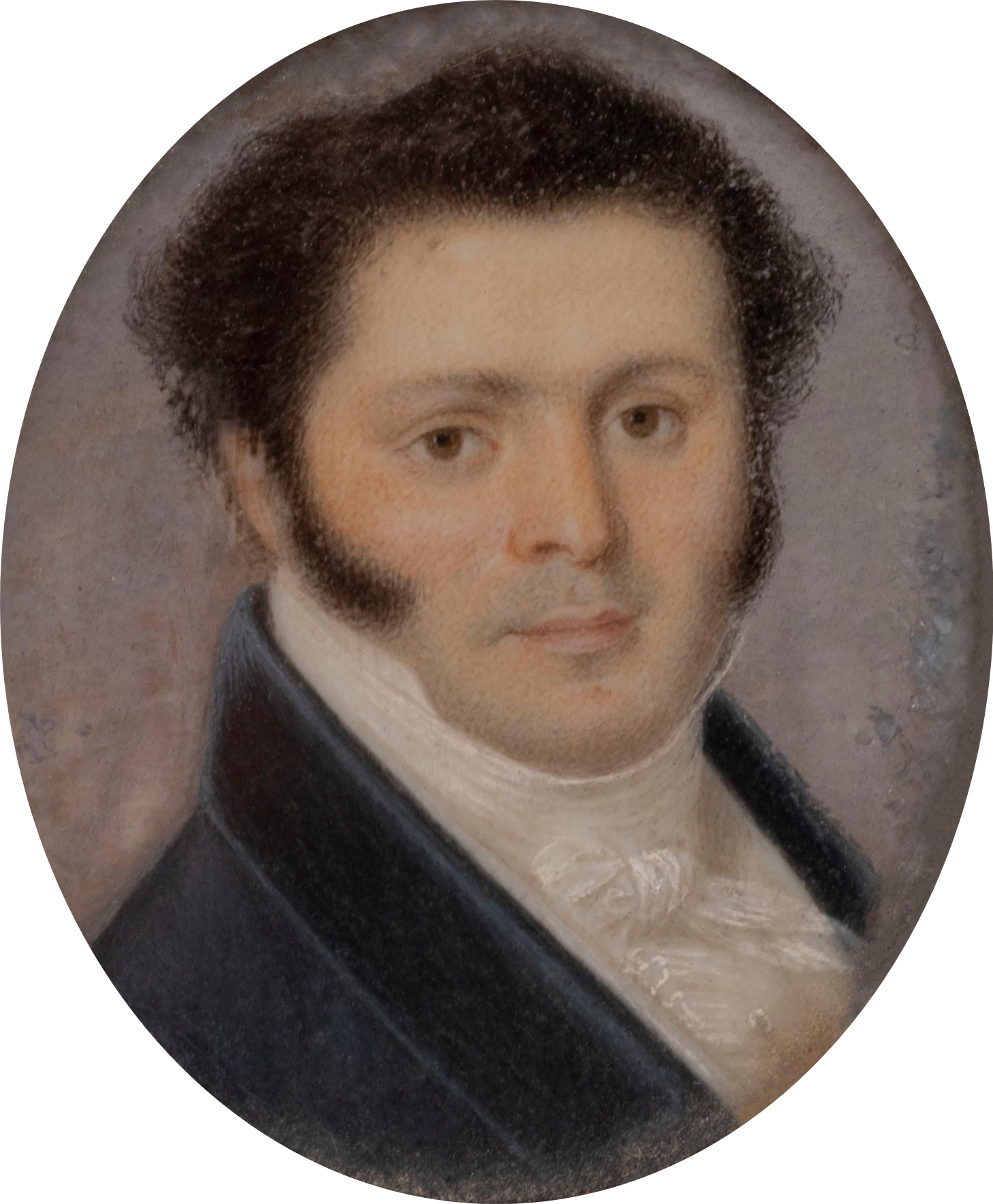
Miniatura possivelmente representando o Visconde de Monção, da autoria de José de Almeida Furtado, o Gata

Gonçalo José Vaz de Carvalho (17 de setembro de 1779 - 11 de novembro de 1869) foi um nobre português, primeiro e único Visconde de Monção. Era filho de José Vaz de Carvalho e Maria de Ataíde. Estudou direito pela Universidade de Coimbra, de onde saiu bacharel. Era fidalgo da casa real, alcaide-mor de Monção, senhor de São Miguel de Acha e do morgado de Pintéus, deputado da nação (1853), comendador da Ordem de Cristo. Casou duas vezes, a primeira em 1 de março de 1805, com Maria do Carmo de Noronha, a filha de Joaquim António Soares Ribeiro de Noronha; e a segunda em 28 de abril de 1859, com Luísa da Graça dos Santos Caldeira de Mendanha, filha de Luís Pinto Caldeira de Mendanha e Maria da Glória dos Santos Sequeira.